# Bonyunia superba
Bonyunia superba là một loài thực vật có hoa trong họ Mã tiền. Loài này được R.H.Schomb. ex Progel mô tả khoa học đầu tiên năm 1868.